# Algorithme de tracé d'arc de cercle de Bresenham
L’algorithme de tracé d'arc de cercle de Bresenham, ou algorithme de tracé d'arc de cercle par point milieu (midpoint en anglais) permet, pour une complexité algorithmique très réduite, de tracer des cercles en image matricielle.

## Historique
Cet algorithme, publié par Bresenham en février 1977, est inspiré de son travail précédent sur le tracé de segments, et de l'algorithme plus général de Pitteway sur le tracé des coniques, dont les cercles sont un cas particulier.

## Explication de l'algorithme de base dans le premier octant

### Un huitième suffit
Tout d'abord, on peut remarquer que sur une grille de pixels, il existe quatre axes de symétrie au cercle, deux suivant les axes de la matrice, et deux représentant les bissectrices du repère centré sur le cercle. Ainsi, ayant calculé un arc d'un secteur du repère délimité par les axes de symétrie, il suffit d'exploiter la symétrie pour positionner les pixels dans les sept autres octants.

### L'algorithme de base
Pour les raisons de symétrie expliquées précédemment, l'algorithme expliqué sera limité au deuxième octant (d'angle compris entre {\displaystyle {\frac {\pi }{2}}} et {\displaystyle {\frac {\pi }{4}}}) puis généralisé ensuite. L'algorithme partira donc du point le plus haut du cercle, et descendra jusqu'à la première bissectrice.
Ce tracé procède par itération, chaque itération activant un pixel. Imaginons que nous sommes en un pixel P, et qu'il faut placer le pixel suivant. Puisque nous sommes dans le deuxième octant, ce pixel sera le point E ou le point F. La méthode de Bresenham consiste à évaluer si le cercle « idéal » d'équation {\displaystyle x^{2}+y^{2}-R^{2}=0} passe au-dessus ou en dessous du point M, milieu du segment EF pour activer respectivement le pixel E ou le pixel F.
Il faut donc calculer à chaque itération une variable m telle que {\displaystyle m={x_{M}}^{2}+{y_{M}}^{2}-R^{2}}. Alors :
- m > 0 ⇒M au-dessus du cercle idéal ⇒ choix de F ⇒ incrémenter x, décrémenter y
- m < 0 ⇒ M au-dessous du cercle idéal ⇒ choix de E ⇒ incrémenter x

### Optimisation de l'algorithme
Pour optimiser l'algorithme, on calcule la variable m récursivement. On montre que {\displaystyle 4m=4{x_{i}}^{2}+4{y_{i}}^{2}+8x_{i}-4y_{i}+5-4R^{2}} (1)
On va modifier la variable m en fonction du choix du pixel E ou du pixel F. On nommera {\displaystyle m_{i}} l'ancienne valeur de m, et {\displaystyle m_{i+1}} la nouvelle valeur de m.
- On montre que si on choisit E, {\displaystyle 4m_{i+1}=4m_{i}+8x_{i}+12=4m_{i}+8x_{i+1}+4}.

Il faut donc incrémenter {\displaystyle 4m_{i}} de {\displaystyle 8x_{i+1}+4}.
- On montre que si on choisit F, {\displaystyle (x_{i+1}=x_{i}+1,y_{i+1}=y_{i}-1)}.

Il faut donc incrémenter {\displaystyle 4m_{i}} de {\displaystyle 8x_{i+1}+4-8y_{i+1}}.
On en déduit donc le calcul itératif de m : {\displaystyle 4m_{i+1}=4m_{i}+8x_{i+1}+4-d} avec d qui vaut 0 si on choisit E, et {\displaystyle 8y_{i+1}} si on choisit F.
Pour amorcer le calcul itératif, on remarque que {\displaystyle m_{0}={(1)}^{2}+{(R-0,5)}^{2}-R^{2}} donc {\displaystyle 4m_{0}=5-4R}.

## Algorithme optimisé
Algorithme de tracé d'un octant
```
procédure tracerOctant (entier rayon, entier x_centre, entier y_centre)
	déclarer entier x, y, m ;
	x ← 0 ;
	y ← rayon ;                 // on se place en haut du cercle 
	m ← 5 - 4*rayon ;           // initialisation
	Tant que x <= y             // tant qu'on est dans le second octant
		tracerPixel( x+x_centre, y+y_centre ) ;
		si m > 0 alors      // choix du point F
			y ← y - 1 ;
			m ← m-8*y ; // correspond au "d" des explications
		fin si ;
		x ← x+1 ;
		m ← m + 8*x+4 ;
	fin tant que ;
fin de procédure ;

```

La variable m représente le « 4m » du paragraphe précédent, puisque seul le signe de 4m nous intéresse et qu'il est le même que celui de m.
Algorithme de tracé du cercle entier
```
procédure tracerCercle (entier rayon, entier x_centre, entier y_centre)
	déclarer entier x, y, m ;
	x ← 0 ;
	y ← rayon ;             // on se place en haut du cercle 
	m ← 5 - 4*rayon ;       // initialisation
	Tant que x <= y         // tant qu'on est dans le second octant
		tracerPixel( x+x_centre, y+y_centre ) ;
		tracerPixel( y+x_centre, x+y_centre ) ;
		tracerPixel( -x+x_centre, y+y_centre ) ;
		tracerPixel( -y+x_centre, x+y_centre ) ;
		tracerPixel( x+x_centre, -y+y_centre ) ;
		tracerPixel( y+x_centre, -x+y_centre ) ;
		tracerPixel( -x+x_centre, -y+y_centre ) ;
		tracerPixel( -y+x_centre, -x+y_centre ) ;
		si m > 0 alors	//choix du point F
			y ← y - 1 ;
			m ← m - 8*y ;
		fin si ;
		x ← x + 1 ;
		m ← m + 8*x + 4 ;
	fin tant que ;
fin de procédure ;

```

On procède simplement par symétrie dans les différents octants.

## Remarques sur la méthode de Bresenham

### La faible complexité
On a vu précédemment que pour chaque pixel placé la complexité de calcul se réduisait à X additions, Y multiplications et Z comparaisons. L'utilisation de fonctions trigonométriques usuelles ou d'une racine carrée auraient nécessité un coût algorithmique considérable en comparaison.

### Extensions
On peut également se servir du principe de cet algorithme pour tracer des couronnes et des ellipses.

### Limites de la méthode
Si l'on trace des cercles concentriques de rayon de plus en plus grand, on remarque que l'on ne parvient pas à remplir tout le plan : il y a des « trous » . Ce défaut amène à utiliser d'autres méthodes, comme l'algorithme de tracé de cercle d'Andres.

## Exemple d'implémentation

### En C#
```
public
 
static
 
List
<
Point
>
 
BresenhamCircle
(
int
 
xc
,
int
 
yc
,
int
 
r
)

{

    
List
<
Point
>
 
ret
 
=
 
new
 
List
<
Point
>
();

    
int
 
x
,
y
,
p
;

    
x
=
0
;

    
y
=
r
;

    
ret
.
Add
(
new
 
Point
(
xc
+
x
,
yc
-
y
));

    
p
=
3
-
(
2
*
r
);

    
for
(
x
=
0
;
x
<=
y
;
x
++
)

    
{

        
if
 
(
p
<
0
)

        
{

            
p
=
(
p
+
(
4
*
x
)
+
6
);

        
}

        
else

        
{

            
y
-=
1
;

            
p
+=
((
4
*
(
x
-
y
)
+
10
));

        
}

        
ret
.
Add
(
new
 
Point
(
xc
+
x
,
yc
-
y
));

        
ret
.
Add
(
new
 
Point
(
xc
-
x
,
yc
-
y
));

        
ret
.
Add
(
new
 
Point
(
xc
+
x
,
yc
+
y
));

        
ret
.
Add
(
new
 
Point
(
xc
-
x
,
yc
+
y
));

        
ret
.
Add
(
new
 
Point
(
xc
+
y
,
yc
-
x
));

        
ret
.
Add
(
new
 
Point
(
xc
-
y
,
yc
-
x
));

        
ret
.
Add
(
new
 
Point
(
xc
+
y
,
yc
+
x
));

        
ret
.
Add
(
new
 
Point
(
xc
-
y
,
yc
+
x
));

    
}

    
return
 
ret
;

}

```